# Horné Orešany
Horné Orešany (allemand : Obernußdorf ) est un village de Slovaquie situé dans la région de Trnava.

## Histoire
Première mention écrite du village en 1296.

## Démographie

### Évolution de la population
| Année:               | 1994. | 2004.   | 2014.   | 2024.   |
| -------------------- | ----- | ------- | ------- | ------- |
| Nombre de personnes: | 1840  | 1851    | 1910    | 1919    |
| Différence:          |       | +0,59 % | +3,18 % | +0,47 % |

| Année:               | 2023. | 2024.   |
| -------------------- | ----- | ------- |
| Nombre de personnes: | 1948  | 1919    |
| Différence:          |       | -1,48 % |